# グリーンハウス (映画館)
グリーンハウス（Green House）は、山形県酒田市中町二丁目にあった映画館。大沼酒田中町店に隣接した場所にあったとされている。
1949年5月17日に開館、洋画専門館として約27年半にわたって酒田地区における文化の中心的な存在であったが、1976年10月29日の酒田大火の火元となり、そのまま閉館する。
2018年には、グリーンハウスについての証言などを取材したドキュメンタリー映画『世界一と言われた映画館』（監督:佐藤広一、ナレーション:大杉漣）が公開された。

## 略歴・概要
初代館主の佐藤久一は、酒田市に本社を置く酒造会社、東北銘醸株式会社の創業者・佐藤久吉の長男として1930年（昭和5年）に生まれた。この時、祖父となった佐藤三五郎はこれを記念し、清酒「初孫」を発売。現在も同社の看板商品として親しまれている。
1948年（昭和23年）5月29日にダンスホールがオープン。これを久吉が買収し、1949年（昭和24年）5月17日に、500席の洋画専門映画館「グリーンハウス」に改修。1950年（昭和25年）に久一は大学を中退し、同館の館主となる。当時の酒田市内には、久吉が経営する邦画専門の酒田港座のほか、酒田劇場、中央座が太平洋戦争前から存在しており、1955年（昭和30年）7月23日には洋画と新東宝系の作品を扱うシバタ映画劇場が開業。また、日活封切館だった日活酒田劇場も存在していた。蝶ネクタイに白手袋の案内係を置き、映写担当者の名を毎回アナウンスするなど特別感を演出し、1952年からは正面広場に特設スクリーンを設置してニュース映像や予告編を流し、女性客獲得のために二階に名店街を作り、トイレを水洗化するなど美化に努めた。
1960年（昭和35年）6月11日には、アラン・ドロン主演の映画『太陽がいっぱい』が東京の日比谷スカラ座（現：TOHOシネマズスカラ座）と同日封切し、話題となる。大スクリーンのほかに、1962年には小劇場「シネサロン」や少人数の貸切用「家族室」を設置するなど、先進的な取り組みを行った映画館として知られている。高級ホテルのようなロビー、バーテンダーがいる喫茶スペース、ビロード張りの客席と内装は豪華で、映画評論家淀川長治も雑誌『週刊朝日』の1963年刊行の号で「おそらく世界一の映画館」と絶賛した。グリーンハウスの軌跡を追った前述の映画タイトルは、このフレーズに由来する。また、二階席には飲食をしながらスクリーンを観ることができる和風の個室と洋風の個室があり、さらには喫煙室もあった。
1964年（昭和39年）、久一はグリーンハウスを退職し、1967年（昭和42年）にレストランのオーナーに転職。久一の退社後も同館は洋画ロードショー館として営業を続けた。1975年（昭和50年）にはスティーヴン・スピルバーグ監督の『ジョーズ』が大ヒットした。

ところが1976年（昭和51年）10月29日、同館のボイラー室から出火。死者1名、被災者3300名を出す惨事の影響もあってか、同館は再開することなく廃業となった。